# Rankin Glacier
Rankin Glacier är en glaciär i Antarktis. Den ligger i Västantarktis. Argentina, Chile och Storbritannien gör anspråk på området. Rankin Glacier ligger 776 meter över havet.
Terrängen runt Rankin Glacier är huvudsakligen kuperad, men österut är den bergig. Trakten är obefolkad. Det finns inga samhällen i närheten. 